# Dermatreton
Dermatreton is een geslacht van sponsdieren uit de familie van de Sycanthidae.

## Soorten
- Dermatreton hodgsoni Jenkin, 1908
- Dermatreton scotti (Jenkin, 1908)